# Spenshult (naturreservat)
Spenhult är ett naturreservat som ligger omkring byn/sjukhuset Spenshult i Slättåkra socken i Halmstads kommun. Området omkring ombildades 1888 till Spenshults kronopark.
Spenshults naturreservat bildades 2008 och omfattar 50 hektar. Området har varit skogbevuxet i flera hundra år och sedan 1800-talet mest av bokskog. I delar av reservatet har skogsbruksåtgärder varit begränsade vilket lett till att ett naturskogsliknande förhållande utvecklats. Här hittar man gamla bokar, askar och ekar med vida kronor. Här finns högstubbar och på marken döda nedfallna träd till glädje för hålbyggande fåglar och vedlevande insekter. Det har även gynnat rik kryptogamflora. I reservatet finns 27 rödlistade arter. Här finns skirmossa som är Hallands landskapsmossa och som endast finns på ett 50-tal platser i Sverige. I norra delen av reservatet finns delar av gammalt odlingslandskap bevarat. Här finns kvarlämningar efter två gårdar med husgrunder och fägator.
Nära Spenshults naturreservat ligger Nissaströms och Skrockebergs naturreservat.